# 김영수 (1930년)
김영수(金永洙, 1930년 ~ 2012년)는 대한민국의 군인 출신 공무원, 정치가이며 예비역 대한민국 공군 준장이다. 중앙정보부 기획조정실장, 중앙정보부 운영차장보, 제1무임소장관 보좌관(차관급)을 역임하였다.

## 학력
- 1949년 서울 중앙고등학교 졸업
- 1951년 육군보병학교 졸업
- 1958년 서울대학교 약학대학 학사
- 1958년 공군방공포병학교 졸업
- 1959년 미국 미주리 종합군사학원 졸업
- 1961년 국방대학교 행정학사 7기

## 약력
- 1949년 공군 소위 임관하여 공군 항공사령부 작전장교로 배속 직위 보임
- 1950년 공군본부 헌병전단 헌병소대장(공군 소위)
- 1951년 공군본부 헌병전단 헌병소대장 재직 시절 공군 중위 진급
- 1952년 공군본부 특무부대 정보장교(공군 중위)
- 1953년 공군본부 특무부대 정보장교 재직 시절 공군 대위 진급
- 1956년 공군본부 특무부대 정보장교 재직 시절 공군 소령 진급
- 1959년 공군 항공사령부 정훈장교(공군 소령)
- 1963년 군사 정전위원회 한국군연락장교단장(공군 소령)
- 1963년 공군본부 헌병전단 헌병편대장(공군 소령)
- 1965년 공군본부 헌병전단 헌병대대장 직위 보임과 동시에 공군 중령 진급
- 1966년 공군 제1전투비행전단 예하 대대장(공군 중령)
- 1966년 공군 제1전투비행전단 예하 대대장 재직 시절 1967년까지 베트남 전쟁에 1년간 참전
- 1967년 공군본부 정훈차감(공군 중령)
- 1967년 대통령 특별보좌관(공군 중령)
- 1968년 공군본부 정훈감 직위 보임과 동시에 공군 대령 진급
- 1969년 공군본부 정훈감 재직 시절 공군 준장 진급
- 1970년 공군본부 정훈참모부 차장
- 1971년 공군본부 정보참모부 차장
- 1972년 공군 준장 예편
- 1974년 중앙정보부 기획조정실 실장(1974년 1월)
- 1974년 중앙정보부 운영차장보(1974년 6월)
- 1978년 4월 13일 제1무임소장관 보좌관

## 같이 보기
- 중앙정보부
- 무임소장관 제1실